# James Gray (cineasta)
James Gray (Nova York, 1969) é um diretor e roteirista americano, mais conhecido pelos filmes Caminho Sem Volta, Os Donos da Noite, Amantes e Era Uma Vez em Nova York.

## Vida pessoal
James Gray casou com Alexandra Dickson em 2005. O casal tem três filhos.

## Filmografia
- Little Odessa (1994) - Diretor/Roteirista
- Caminho Sem Volta (2000) - Diretor/Roteirista
- Os Donos da Noite (2007) - Diretor/Roteirista
- Amantes (2008) - Diretor/Roteirista/Produtor
- Blood Ties (2013) - Roteirista
- The Immigrant (2013) – Diretor/Roteirista/Produtor
- The Lost City of Z (2016) – Diretor/Roteirista
- Ad Astra (2019) - Diretor/Roteirista